# Bustillo del Páramo (kommunhuvudort)
Bustillo del Páramo är en kommunhuvudort i Spanien.   Den ligger i provinsen Provincia de León och regionen Kastilien och Leon, i den nordvästra delen av landet, 280 km nordväst om huvudstaden Madrid. Bustillo del Páramo ligger 848 meter över havet och antalet invånare är 1 630.
Terrängen runt Bustillo del Páramo är platt. Runt Bustillo del Páramo är det ganska tätbefolkat, med 100 invånare per kvadratkilometer. Närmaste större samhälle är La Bañeza, 17,9 km sydväst om Bustillo del Páramo. Trakten runt Bustillo del Páramo består till största delen av jordbruksmark.